# 馬格馬 (亞利桑那州)
馬格馬（英語：Magma）是位於美國亞利桑那州皮納爾縣的一個非建制地區。該地的面積和人口皆未知。

## 地理
馬格馬的座標為33°07′54″N 111°29′57″W / 33.13167°N 111.49917°W，而該地的平均海拔高度為463米（即1519英尺）。